# Kaliumhydrogendifluorid
Kaliumhydrogendifluorid ist ein Kaliumsalz der Flusssäure, also eine chemische Verbindung aus der Gruppe der Fluoride. Es kann als eine Additionsverbindung aus Kaliumfluorid und Fluorwasserstoff (KF·HF) aufgefasst werden.

## Darstellung und Eigenschaften
Kaliumhydrogendifluorid kristallisiert aus Lösungen von Kaliumfluorid mit überschüssiger Flusssäure, kann aber auch aus der Reaktion von Kalilauge oder Kaliumcarbonat-Lösung mit Flusssäure erhalten werden. Beim Erhitzen auf 500 °C zersetzt sich das Kaliumhydrogendifluorid wieder in Kaliumfluorid und Fluorwasserstoff.
Darstellung:
{\displaystyle \mathrm {KF\ +\ HF\ \longrightarrow \ KHF_{2}} }
{\displaystyle \mathrm {KOH\ +2\ HF\ \longrightarrow \ KHF_{2}+H_{2}O} }
Zersetzung durch Erhitzen:
{\displaystyle \mathrm {KHF_{2}\ {\xrightarrow {\Delta T}}\ KF\ +\ HF\uparrow } }

## Verwendung
Kaliumhydrogendifluorid wird verwendet
- in der Glasherstellung für optische Spezialgläser wie Kronen- und Kronen-Flint-Glas
- in der Glasbearbeitung zum Mattätzen
- zum chemischen Glänzen von Aluminium
- als aktiver Bestandteil in Holzschutz- und Konservierungsmitteln
- als Bestandteil von Flussmitteln für das Hartlöten
- zur Herstellung von reinem Fluor sowie organischer und anorganischer Fluorverbindungen
- als Katalysator und Zement-Zusatz[1]